# Fantacake
Fantacake is een taart afkomstig uit Duitsland, gemaakt met een sponscakebodem. Het hoofdingrediënt is Fanta, een koolzuurhoudende frisdrank die een luchtigere textuur geeft dan typische sponscakes door bruisen. De cake wordt gegarneerd met een eenvoudige citroenglazuur of een romige laag van zware zure room, slagroom, suiker en mandarijnen uit blik. Het wordt onder andere geserveerd op verjaardagsfeestjes.
Fanta werd ontwikkeld door de Duitse tak van The Coca-Cola Company tijdens de Tweede Wereldoorlog, omdat door handelsembargo's sommige typische  Ingrediënten voor frisdranken moeilijk verkrijgbaar waren in nazi-Duitsland. Fanta werd populair als drankje en als zoetstof in andere gerechten, zoals taarten.

## Bron
- Dit artikel of een eerdere versie ervan is een (gedeeltelijke) vertaling van het artikel Fanta cake op de Engelstalige Wikipedia, dat onder de licentie Creative Commons Naamsvermelding/Gelijk delen valt. Zie de bewerkingsgeschiedenis aldaar.